# Do the Evolution
«Do the Evolution» es una canción de Yield, quinto álbum del grupo de Grunge Pearl Jam. A pesar de que no fue lanzada como sencillo, la canción llegó al lugar #33 de la lista Modern Rock Tracks de la revista Billboard. Además en 1999 recibió dos nominaciones a los premios Grammy; Mejor video musical (Versión Corta) y Mejor Interpretación de Hard Rock. "Do The Evolution" aparece también en el álbum recopilatorio de grandes éxitos de la banda "Rearviewmirror: Greatest Hits 1991-2003".
El tema es uno de los más contundentes del grupo, con una potencia que casi roza el punk. Está dominado por un repetitivo riff de guitarra junto con gritos de Vedder en la parte final.
La canción está acreditada a Stone Gossard en la música y Eddie Vedder en la letra. El bajista Jeff Ament no aparece en la grabación, es Gossard quien graba la parte del bajo para ésta.

## Significado de la canción
Al preguntársele acerca de la canción, Eddie Vedder declaró que "Do the Evolution" habla sobre aquellos que están embriagados con la tecnología, aquellos que creen ser el ser vivo que controla el planeta, y declara que es una de esas canciones en las que no es su personalidad quien la canta.
El grupo ya antes había comentado que las letras de "Yield" estaban profundamente influidas por la novela Ishmael, obra del escritor Daniel Quinn, y de acuerdo con él, "Do the Evolution" es la canción que más se acerca a expresar las ideas de su libro.

## Video musical
El video animado fue dirigido por Kevin Altieri, conocido por su dirección en Batman: La serie animada, y Todd McFarlane, creador del cómic Spawn y director del video de la canción "Freak on a Leash" de Korn. El video además fue producido por Joe Pearson, presidente de la compañía "Epoch Ink Animation" y Terri Fitzgerald. Fue escrito y desarrollado por Joe Pearson y Kevin Altieri con cuadros de Todd McFarlane y Eddie Vedder.
El video comienza desde la creación de la primera célula hasta la extinción de los dinosaurios y el reinado del hombre, cuando muestra al ser humano como primitivo y violento por naturaleza. Esto incluye imágenes de bailes del Ku Klux Klan, de un caballero preparándose para la batalla durante las Cruzadas y un desfile militar nazi, suicidios, bombardeos estadounidenses en Vietnam, violaciones, el Holocausto etc., así como imágenes acerca de la contaminación, caza de ballenas, clonación genética y una crítica a la cultura actual. Además, también se incluyen lo que se pueden considerar como imágenes del futuro en las que aparecen bombardeos a cargo de aviones futuristas o explosiones nucleares.
La grabación del video duró 16 semanas, siendo el primer video promocional de una canción de Pearl Jam desde Oceans del álbum Ten (1991).

## Posición en listas
| Año  | Lista                                    | Posición |
| ---- | ---------------------------------------- | -------- |
| 1998 | Modern Rock Tracks en Estados Unidos     | 33       |
| 1998 | Mainstream Rock Tracks en Estados Unidos | 40       |